# 诺纳斯佩
诺纳斯佩，是西班牙阿拉贡自治区萨拉戈萨省的一个市镇。 总面积112平方公里，总人口1024人（2001年），人口密度9人/平方公里。